# RMC (emittente radiofonica francese)
RMC, acronimo di Radio Monte-Carlo, è un'emittente radiofonica francese, i cui studi sono a Parigi dal 2002. Creata nel 1943 nel Principato di Monaco, RMC ha sempre trasmesso in Francia, anche quando il monopolio dello Stato bandiva le stazioni commerciali (1945-1981). Faceva quindi parte delle radio périphérique: emittenti che trasmettevano in Francia da impianti situati all'estero.
Da quando è stata rilevata nel 2001 da Alain Weill, questa stazione radiofonica fa parte del gruppo Altice Media, che possiede anche BFM TV. I programmi di RMC si basano sulla cronaca sociale, politica e sportiva. Molti dei suoi programmi sono talk show.
Era ricevibile in buona parte dell'Italia settentrionale e della costa tirrenica sull'onda lunga di 216 kHz trasmessa dall'impianto di Roumoules ma questa frequenza è stata spenta a marzo 2020 per gli alti costi di gestione e bassi indici di ascolto.

## Storia
RMC iniziò a trasmettere il 1 luglio 1943. Le truppe tedesche volevano una radio di propaganda nel sud non occupato della Francia. Era gestito dalla compagnia radiofonica SOFIRA. Dopo la liberazione della Francia, la Repubblica francese divenne proprietaria per l'83,33% e il Principato di Monaco per il 16,67%. Dal 1945 le trasmissioni iniziarono a essere da Fontbonne sul versante nord del Mont Agel, dal 1965 dal Col de la Madone a nord di Fontbonne. Nel 1974 furono terminati i lavori di costruzione di un grande sistema di trasmissione a Roumoules; nello stesso anno RMC iniziò da lì a diffondere la sua programmazione. Vi erano trasmissioni di intrattenimento composti principalmente da musica pop francese, spettacoli di giochi, notizie e attualità sportiva e divenne una delle stazioni radio più ascoltate nel sud della Francia. Nel 1998, la Repubblica francese vendette la sua partecipazione al Gruppo Fabre. Due anni dopo, Fabre vendette la sua partecipazione a NextRadioTV. Nel 2001, RMC ha cambiato il suo nome in RMC Info, concentrandosi maggiormente sui programmi di informazione e sui talk show. Un anno dopo, la ridenominazione è stata annullata. RMC aveva acquisito diversi diritti sportivi e da allora ha trasmesso la Coppa del Mondo di calcio e la Formula 1.
Oltre ai programmi in francese, RMC trasmetteva programmi di intrattenimento in italiano su onde medie; da questo derivò Radio Monte Carlo, emittente radiofonica con sede a Milano. I programmi vengono ora trasmessi tramite stazioni VHF locali nei paesi target, nonché via satellite e Internet.